# Levitace (socha)
Levitace (někdy též Levitace 2010) je bronzová socha, umístěná naproti budově nádraží v Ostravě-Svinově na náměstí Dr. Brauna. Autorem je sochař David Moješčík, spolutvůrci podstavce jsou Pavel Malina a Petra Ševcůjová. V roce 2009 bylo rozhodnuto o zvýšení úrovně kvality prostoru v okolí autobusové stanice i známého svinovského nádraží, v rámci čehož se konala i veřejná soutěž na sochu, která by toto místo doplnila. Ta byla slavnostně odhalena 26. května 2010. Má podobu osoby dotýkající se pouhými třemi body země a vytvářející tak zdání jakési levitace nad zemí; její povrch je proveden v matné černi. Bývá popisována nejčastěji jako meditující žena. Cílem autora bylo vytvořit objekt, který by vynikl v nepříliš jednoduchém prostředí přednádražního prostoru.[zdroj?]